# Galleria nazionale d'Armenia
La Galleria nazionale d'Armenia (in armeno Հայաստանի ազգային պատկերասրահ?, Hayastani azgayin patkerasrah) è la più grande galleria d'arte di tutta l'Armenia. Situata ad Erevan, la capitale armena, e in particolare in piazza della Repubblica, la galleria ha sede in uno dei più famosi edifici della capitale. La galleria ospita importanti collezioni di arte russa ed europea occidentale, nonché la più vasta collezione al mondo di arte armena.

## Storia
La Galleria nazionale d'Armenia (GNA) è stata fondata nel 1921 per decreto della Repubblica Socialista Sovietica Armena a rappresentare la sezione artistica del museo di Stato. Al momento della sua fondazione, comunque, la GNA incontrò diverse difficoltà, dovute soprattutto alla mancanza ad Erevan di opere d'arte di proprietà del governo o di privati da poter esporre e con cui poter quindi formare il nucleo della propria collezione. Per questo, i primi pezzi, dozzine di dipinti acquistati ad un'esibizione di pittori armeni, andarono a formare la collezione della galleria solo nell'agosto del 1921.
Un fattore che contribuì in maniera decisiva alla fondazione della collezione d'arte della galleria fu il trasferimento in essa della rinnovata collezione del Centro culturale Armeno, precedentemente conosciuto come "Seminario Lazzariano" di Mosca, e anche le donazioni di opere fatte da diversi artisti armeni. Così, dal 1925, oltre 400 opere di artisti armeni, russi ed europei erano in mostra nelle teche disposte nelle sei sale componenti la sezione artistica del museo. 
Dal 1935, dopo diverse ristrutturazioni, la galleria divenne un museo d'arte a sé stante e nel 1947 fu ribattezzata Galleria d'arte di Stato d'Armenia, per poi diventare, nel 1991, la Galleria nazionale d'Armenia. Oggi, grazie agli sforzi di molti artisti armeni e alle donazioni di molte associazioni straniere, la GNA ospita circa 26.000 opere d'arte, molte delle quali sono permanentemente esposte nelle 56 stanze e gallerie del museo.
L'edificio della galleria ospita oggi anche diversi studi e laboratori di restauro e conservazione affiliati al museo, oltre a una biblioteca e un archivio e a diverse strutture ricettive per i visitatori.

## Collezioni

### Arte armena

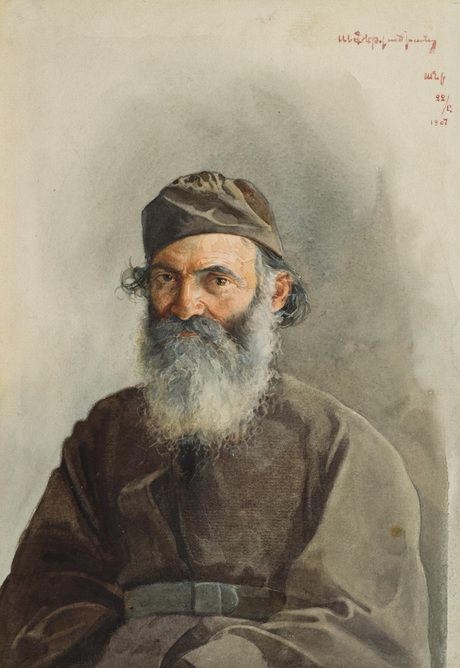
Mikayel vardapet di Arshak Fetvadjian (1907)

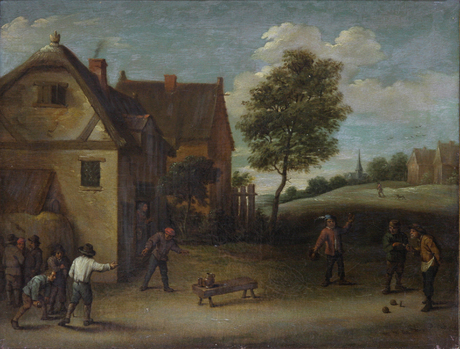
Giocando a birilli, di David Teniers il Giovane

Con oltre 700 pezzi esposti, la maggior parte della collezione riguarda l'arte armena.
Punto di partenza della collezione sono opere antiche, tra cui si possono citare gli affreschi di Urartu e le copie dei mosaici del Tempio di Garni, e medievali, inclusi un affresco del VII secolo di "Cristo Intronato" proveniente dalla chiesa di Santo Stefano del monastero di Lmbat (comunemente conosciuta come Lmbatavank), un frammento di un affresco del X secolo del "Giudizio Universale" proveniente dalla chiesa dei Santi Pietro e Paolo del monastero di Tatev e un affresco del XIII secolo raffigurante la natività e proveniente dalla chiesa della Santa Madre di Dio ("Astvatsatskin") del monastero di Akhtala.
Il museo ha inoltre una vasta collezione di dipinti collegati alla Chiesa apostolica armena che vanno dal XVII al XIX secolo, così come di copertine argentate di manoscritti, croci e panni da altare provenienti da tutta l'Asia. 
La collezione di arte storica armena della Galleria nazionale d'Armenia è la più grande del mondo e presenta molti lavori di artisti come Hakob Hovnatanyan, Hovhannes Aivazovsky, Gevorg Bashinjaghian, Panos Terlemezian, Vardges Sureniants, Vartan Mahokian, Martiros Saryan, Hakob Kojoyan, Hakob Gyurjian, Edgar Chahine, Grigor Khanjyan, Minas Avetisyan e molti altri.
La maggior parte dei dipinti armeni risalenti al XVII secolo proviene dall'eredità artistica della dinastia dei degli Hovnatanian. Di questi, oltre ai lavori di Hovnatan Hovnatanian, è presente una importante collezione di opere di Hakob Hovnatanyan, fondatore del genere ritrattistico nella pittura armena.
In assoluto, comunque, la maggior parte della collezione armena è costituita da opere di artisti vissuti nel XIX e nel XX secolo.
Numerose sono anche le opere di artisti armeni vittime della diaspora del popolo armeno, quali Zakar Zakarian (Parigi), Edgar Chahine (Parigi), Hovsep Pushman (New York), Jean Carzou (Parigi), Jean Jansem (Parigi), Gerardo Oragyan (Roma) e Paul Guiragossian (Beirut).
Nel 2008 è stato inaugurato un intero padiglione dedicato alle opere di Hakob Gyurjian.

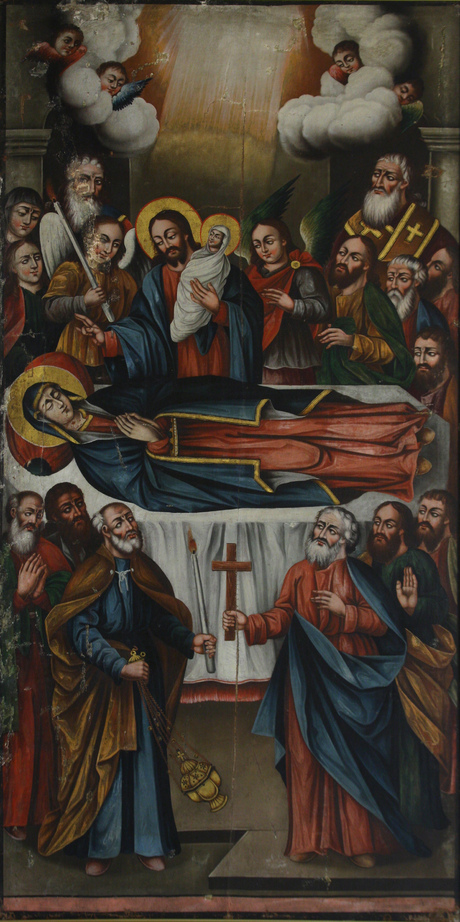
H. Hovnatanian, Assunzione della Vergine, XVIII c.
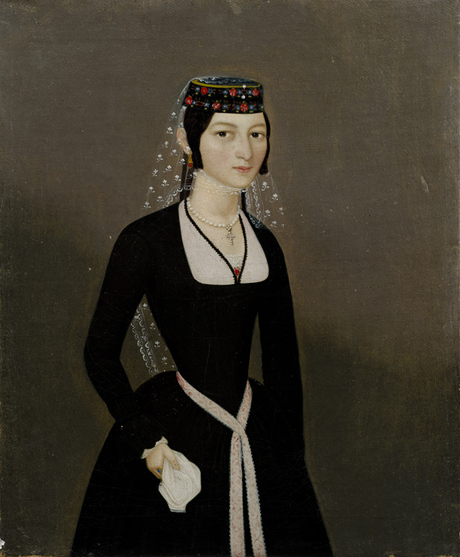
H. Hovnatanyan, Ritratto di Natali Teumian, 1830-1840
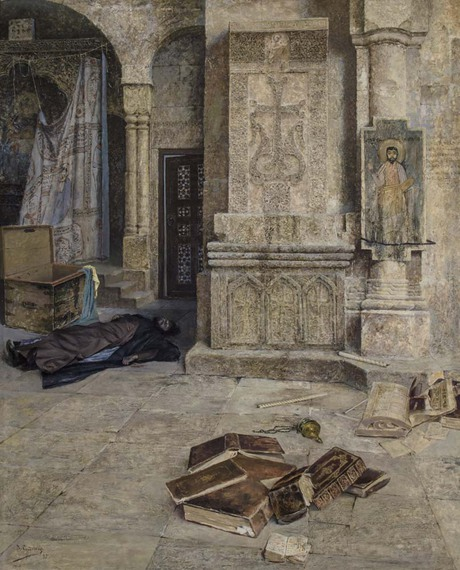
V. Sureniants, Tempio sconsacrato, 1895
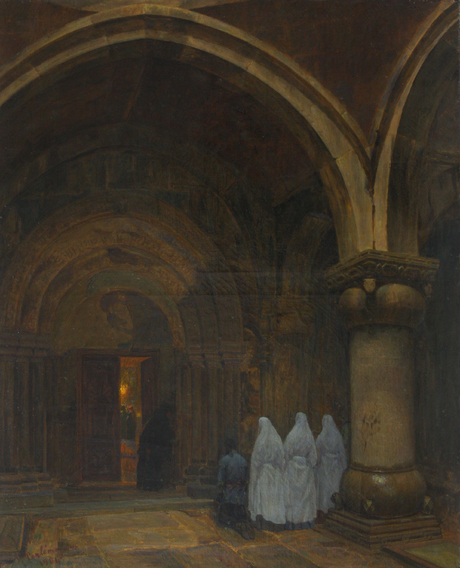
P. Terlemezian, Gavit del monastero di Sanahin, 1904
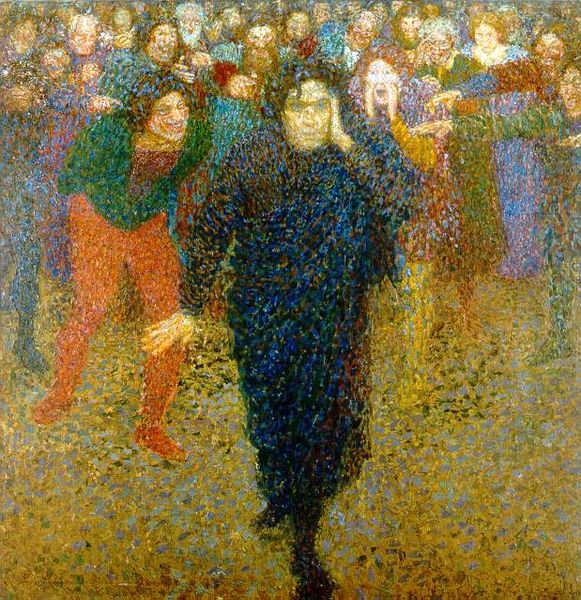
Y. Tadevosyan, Il genio e la folla, 1919

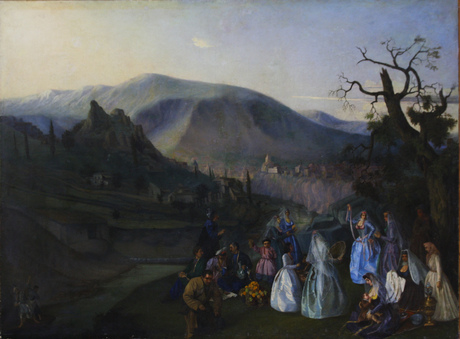
S. Nersisyan, Picnic sulla costa di Kura, 1860
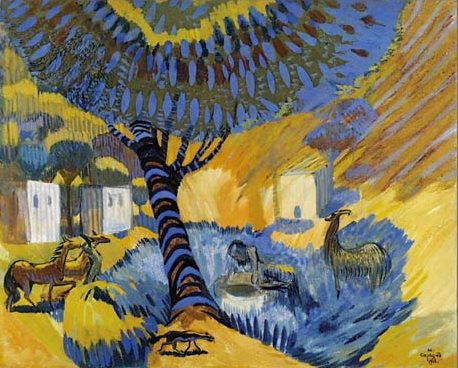
M. Saryan, Presso il pozzo. Giorno caldo, 1908
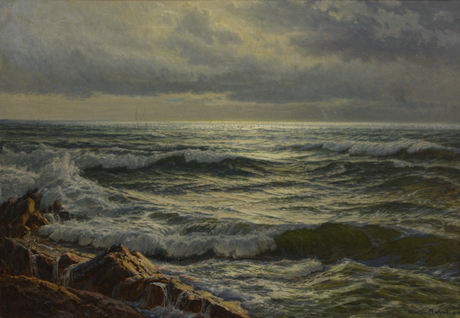
V. Makhokhyan, Oceano, 1918-1920
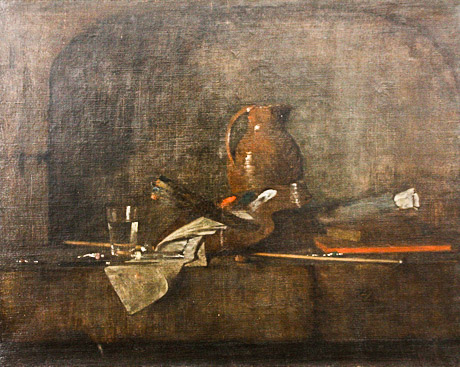
Z. Zakarian, Natura morta. Oggetti artistici, 1900
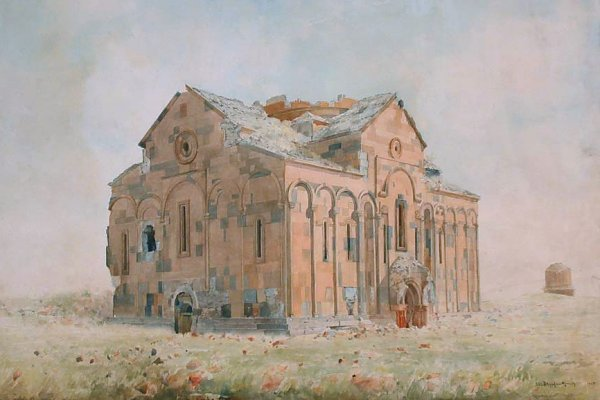
A. Fetvadjian, La cattedrale di Ani, 1905

### Arte russa
Nella collezione d'arte della GNA, anche l'arte russa è largamente rappresentata, con circa 230 opere. 
Questa parte della collezione include immagini e icone religiose risalenti al XVI e al XVII secolo, ma anche ritratti e sculture di artisti vissuti tra la fine del XVIII secolo e l'inizio del XIX, quali Ivan Argunov, Dmitrij Levickij, Fëdor Rokotov, Vladimir Borovikovskij, Ivan Martos e Fedot Šubin.
La scuola paesaggistica russa è invece rappresentata, nella collezione della galleria armena, da diverse tele di Fëdor Matveev e Michail Ivanov. 
La pittura russa della prima metà del XIX secolo è mostrata attraverso opere di Orest Kiprenskij, quattro tele di Vasilij Tropinin e tre di Sil'vestr Ščedrin ed anche lavori di Karl Brjullov e Pëtr Basin, mentre la scuola russa della seconda metà del XIX secolo è qui ammirabile nelle opere di Henryk Siemiradzki, Sergej Zarjanko, Ivan Chruckij e Vasilij Serebrjakov.
La svolta dal XIX al XX secolo è poi presentata attraverso le opere di Alexandre Benois, gli artisti del movimento simbolista Boris Anisfel'd e Viktor Borisov-Musatov, e opere dell'avanguardia russa. La collezione relativa a quel periodo include capolavori come "Residenza estiva" di Marc Chagall e due opere di Vasilij Kandinskij, oltre a molteplici lavori di autori come Ivan Šiškin, Isaac Levitan, Vasilij Surikov, Il'ja Repin, Valentin Serov, Archip Kuindži, Vasilij Vereščagin, Konstantin Makovskij, Vladimir Makovskij, Vasilij Polenov, Michail Vrubel', Michail Nesterov, Kuz'ma Petrov-Vodkin e altri. Da citare poi il fatto che la Galleria nazionale possieda più di 62 tele di Ivan Ajvazovskij, pitture russo di origine armena, che dipinse molte opere basate su soggetti tipicamente armeni.

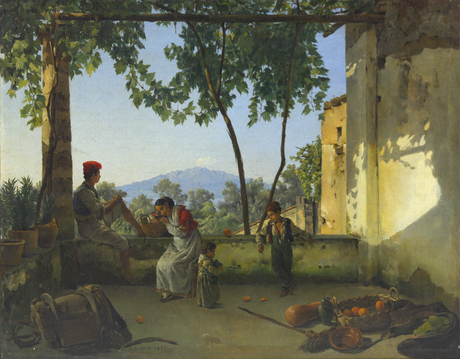
S. Ščedrin, Balcone a Sorrento
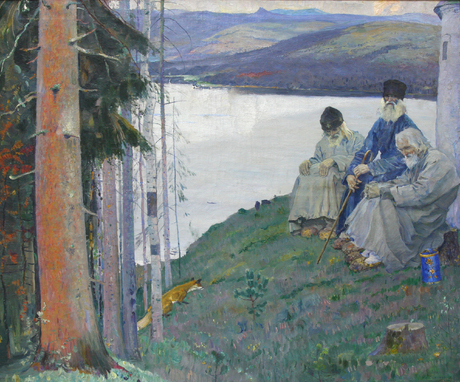
M. Nesterov, Tre vecchi
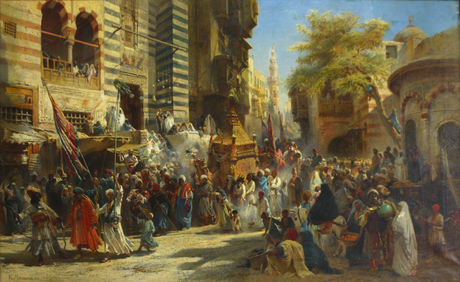
K. Makovskij, Il tappeto di Maometto in movimento dalla Mecca al Cairo
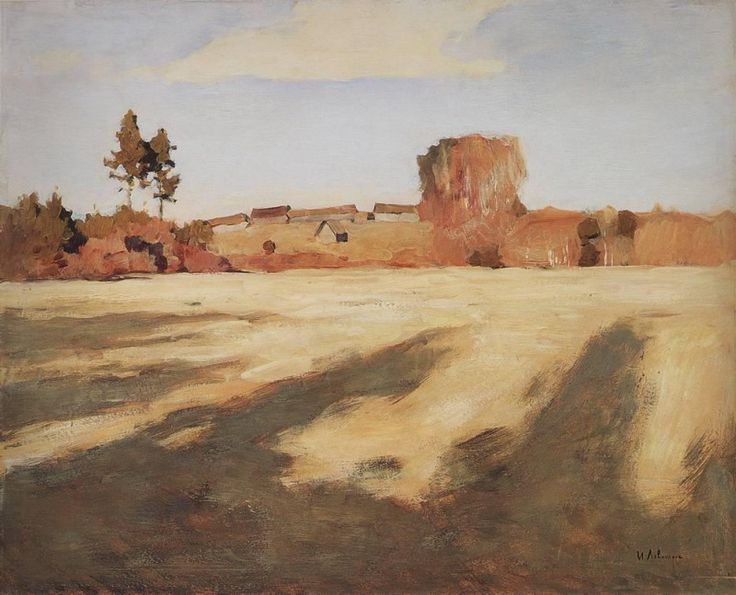
I. Levitan, Giorno soleggiato d'autunno
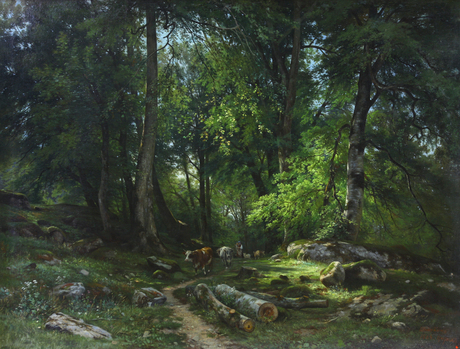
I. Šiškin, Nella foresta

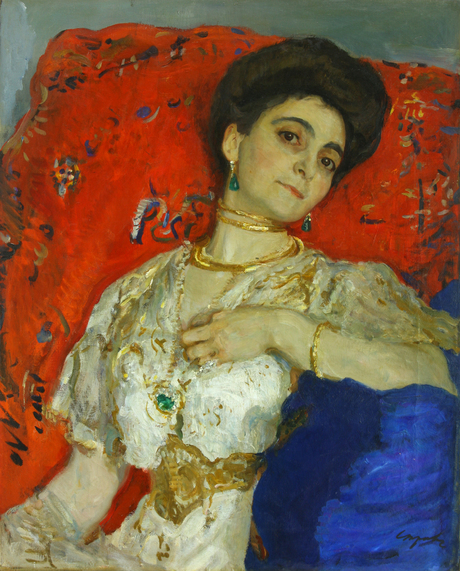
V. Serov, Ritratto di M. N. Akimova
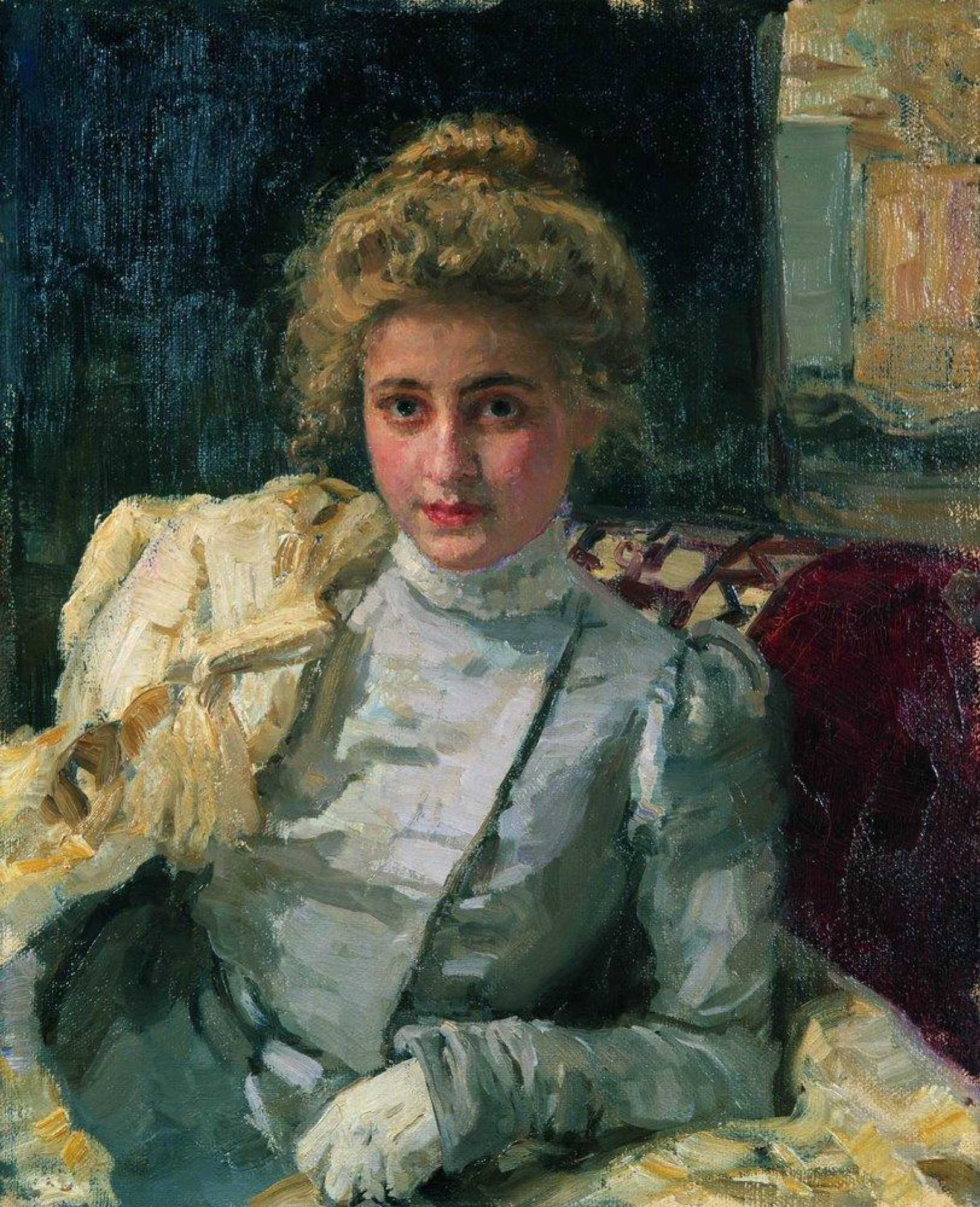
I. Repin, Ritratto di Tevašova
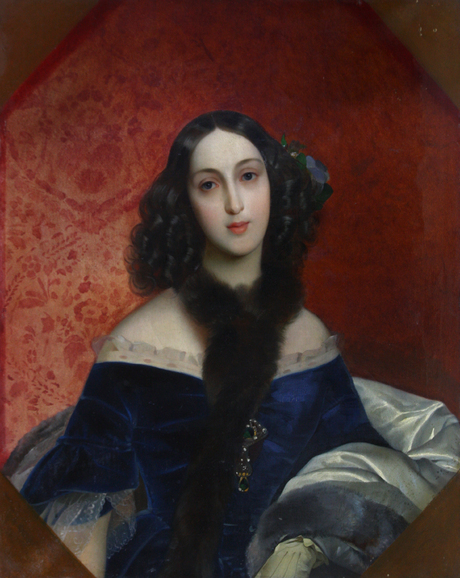
K. Brjullov, Ritratto di M. A. Bek
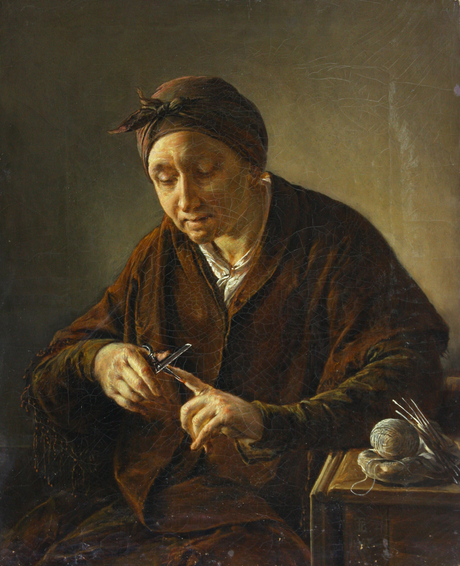
V. Tropinin, Donna che si taglia le unghie
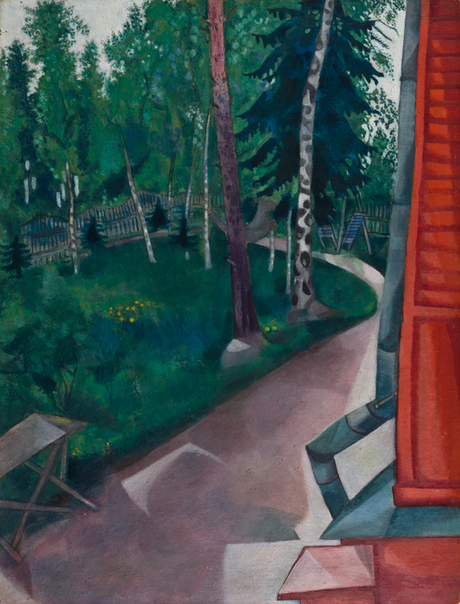
M. Chagall, Residenza estiva

### Arte occidentale
La collezione di arte occidentale conta circa 170 pezzi ed è costituita da quattro sezioni principali: arte italiana, fiamminga, olandese e francese, includendo però anche opere di artisti spagnoli, tedeschi e di altre nazionalità. 
La Galleria Nazionale d'Armenia possiede infatti diversi capolavori di artisti europei tra cui spiccano, ad esempio: Donatello, Tintoretto, Antonio Canova, Joos de Momper, Caspar Netscher, Matthias Stomer, Jan Van Goyen, P. Claesz, E. M. Falconet, Carle Vanloo, J. B. Greuze, Joseph Vernet, Robert Hubert, Théodore Rousseau e Adolphe Monticelli.

#### Arte italiana

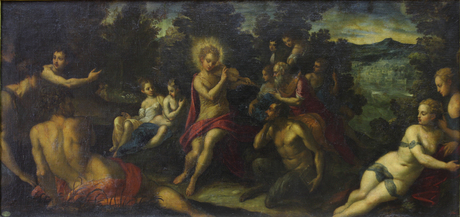
"Apollo e Pan" del Tintoretto

La collezione italiana inizia con opere del XIV secolo. Tra le opere più importanti conservate alla Galleria Nazionale d'Armenia si possono elencare "Natale", opera di un artista sconosciuto del circolo di Botticelli, e "Apollo e Pan" del Tintoretto, importante esempio di Alto Rinascimento. Il genere ritrattistico è invece rappresentato dall'opera "Ritratto di Nikola Kuchi" di Bernardo Strozzi, da due ritratti del Guercino e da uno del Pontormo. 
Il museo ha inoltre una vasta collezione di arte biblica, tra cui spiccano "Nascita di Gesù e adorazione dei pastori" di Jacopo Bassano, il "Buon Samaritano" di Leandro Bassano ed opere di Luca Giordano, Pietro da Cortona, Sebastiano Ricci, Luca Signorelli, Pompeo Batoni, Bernardino Luini, Paolo Farinati, Giovanni Battista Salvi da Sassoferrato, Alessandro Turchi, Giacomo Cavedone. There are a number of noteworthy Theotokos portraits by Benvenuto Tisi, Sebastiano Conca, Elisabetta Sirani e altro. 
L'arte paesaggistica del XVIII secolo è invece rappresentata da opere di Francesco Guardi, Francesco Zuccarelli e diversi artisti sconosciuti.
Infine, la collezione include anche disegni di Giovanni Domenico Tiepolo, Giovanni Paolo Panini, Federico Zuccari, Jacopo da Empoli, Luca Cambiasi e Stefano della Bella, nonché sculture di Antonio Canova.

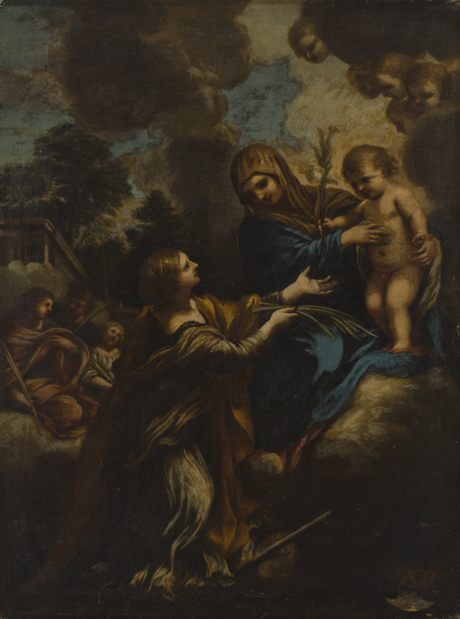
P. Cortona, Santa Maria, Gesù Bambino e Santa Caterina
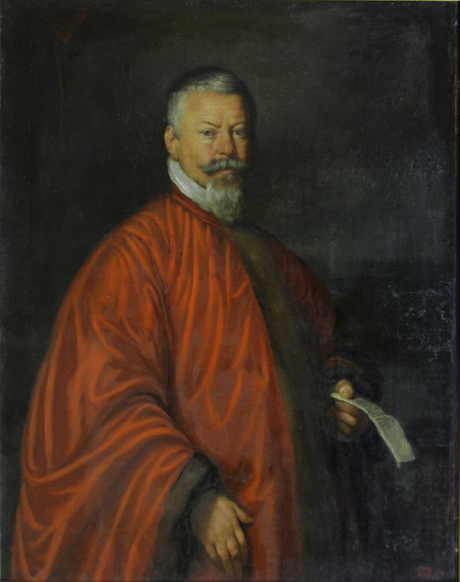
B. Strozzi, Ritratto di Nikola Kuchi
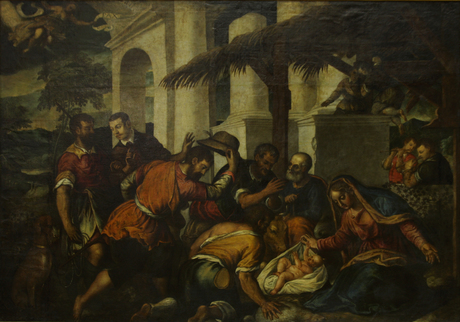
J. Bassano, Nascita di Gesù e adorazione dei pastori
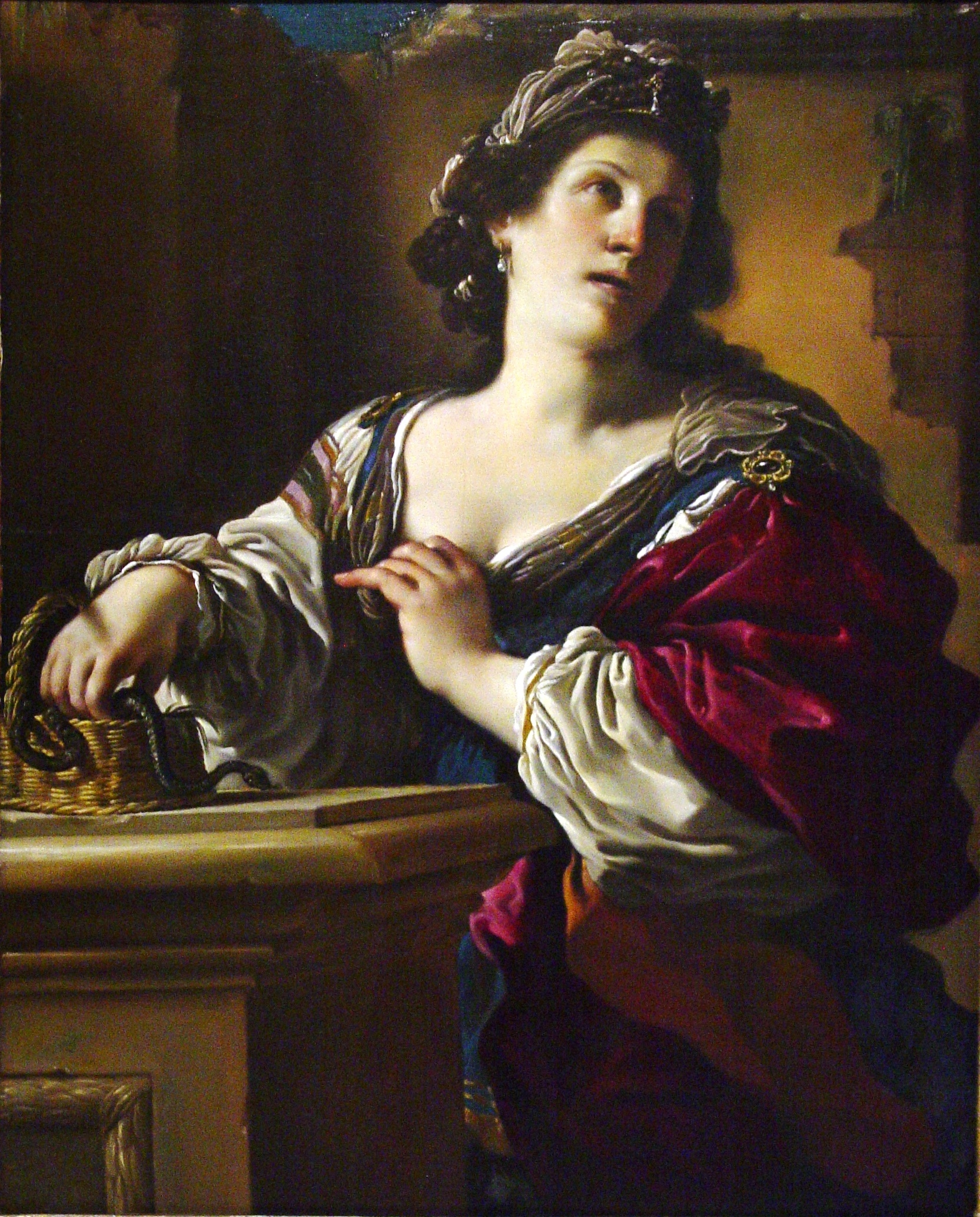
Guercino, Cleopatra
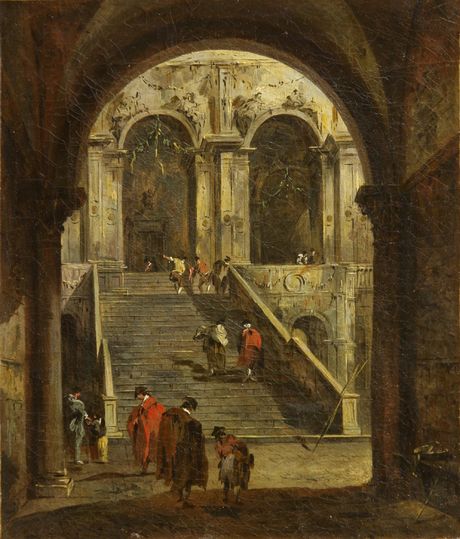
F. Guardi, Cortile

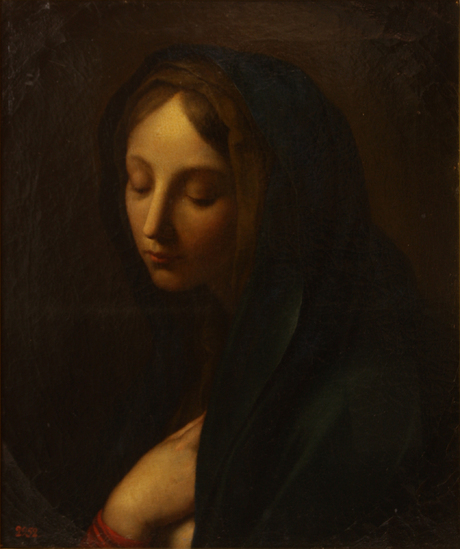
S. Conca, Madrina
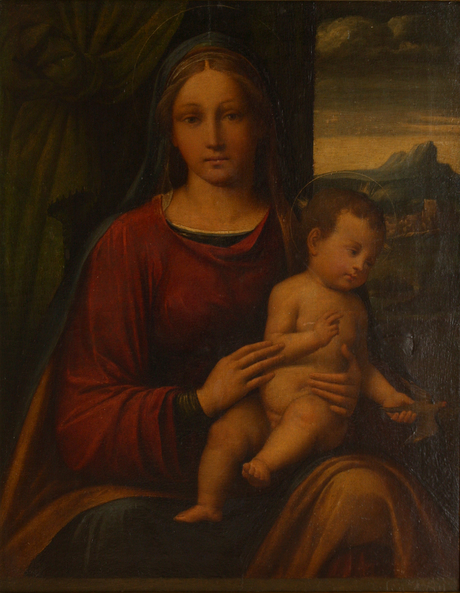
B. Tisi, Madonna con Bambino
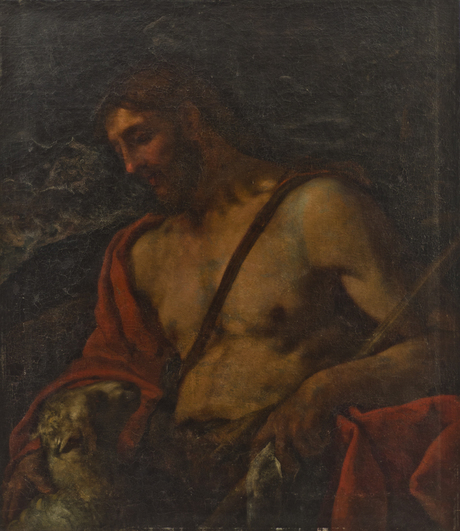
L. Giordano, Il buon pastore
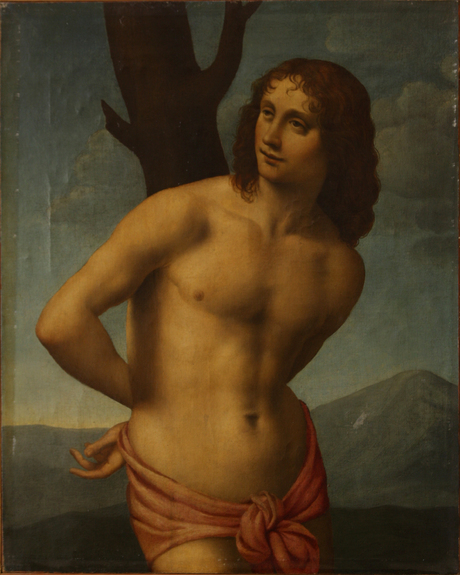
B. Luini, San Sebastian
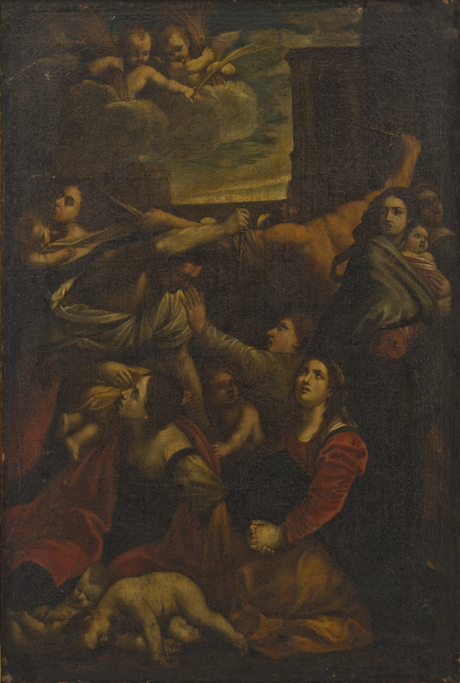
L. Signorelli, Il massacro degli innocenti

#### Arte fiamminga e olandese

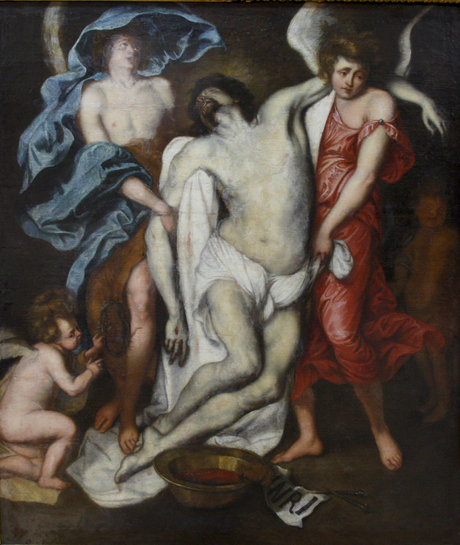
"Deposizione dalla Croce" A. van Dyck

La collezione di opere di maestri fiamminghi e olandese conservata alla Galleria Nazionale d'Armenica, conta circa 30 pezzi, la maggior parte dei quali appartenente al XVII secolo.
Tra i lavori qui conservati in rappresentanza dell'arte fiamminga, si trovano la "Processione di Sileno" di Peter Paul Rubens, la "Deposizione dalla Croce" di Anthony van Dyck, diverse nature morte di Verbruggen e Jan Fyt e "Paesaggio di montagna" di Joos de Momper. Il genere ritrattistico fiammingo è invece rappresentato da diverse tele, tra cui spiccano i ritratti femminili di Pieter Pourbus e di un artista sconosciuto del XVII secolo, mentre due opere di David Teniers il Giovane rappresentano qui la pittura di genere.
La collezione olandese include diverse opere di famosi artisti dell'epoca d'oro della pittura olandese. Tra le opere esposte si possono citare: "Lezione di canto" di Caspar Netscher, "Compagnia a tavola" di Pieter Codde, ma anche "Guerra e Pace" di Hendrick Goltzius e "Nascita di Cristo", di Joos van Cleve, basato sull'omonimo episodio biblico.
Sono inoltre esposte diverse tele di artisti paesaggisti come "Veduta di Dordrecht" di Jan van Goyen, "Paesaggio con albero rotto" di Allaert van Everdingen e un paesaggio marino di Ludolf Bakhuizen. Al tempo in Olanda divenne famoso il soggetto cosiddetto "paesaggio italianizzato". Alla Galleria Nazionale d'Armenica, tale soggetto è rappresentato in opere di Nicolaes Pieterszoon Berchem, Cornelis van Poelenburch, Karel Dujardin e Frederik de Moucheron. La galleria ospita inoltre delle nature morte di artisti come Pieter Claesz e Abraham van Beijeren, mentre il genere ritrattistico è rappresentato da "Il cambiavalute" di Matthias Stom e dal ritratto di donna di Caspar Netscher.
Nella collezione olandese trova spazio anche l'arte a soggetto militare, ne sono un esempio le opere "Polacchi in battaglia contro gli Svedesi" di Philips Wouwerman e "Battaglia" di Esaias van de Velde.
Infine, la collezione include anche disegni di Adriaen van Ostade, Jan Lievens, Jan van der Heyden, Maerten van Heemskerck, Godfried Schalcken, Abraham van Diepenbeeck, Adriaen van de Velde, Jan Dirksz Both e altri.

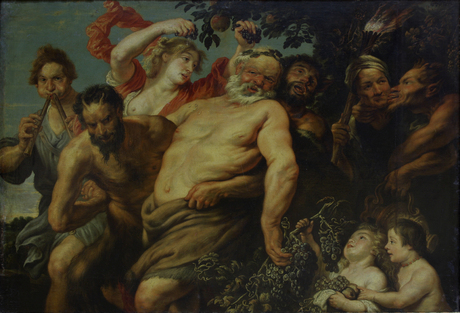
P. Rubens, Marcia di Sileno
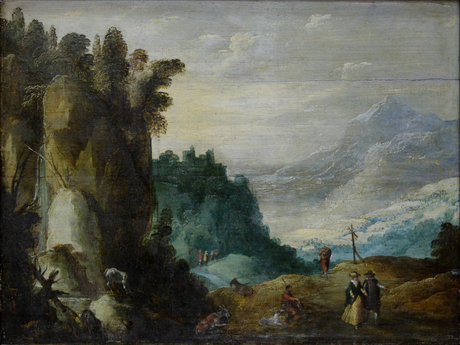
J. de Momper, Paesaggio di montagna
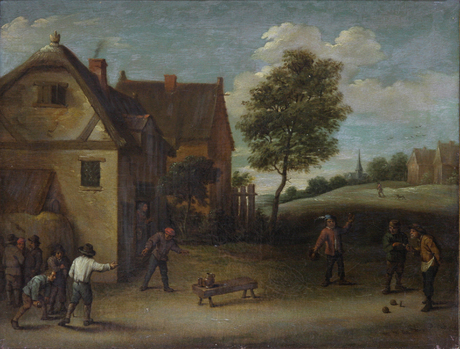
D. Teniers, Giocando a birilli
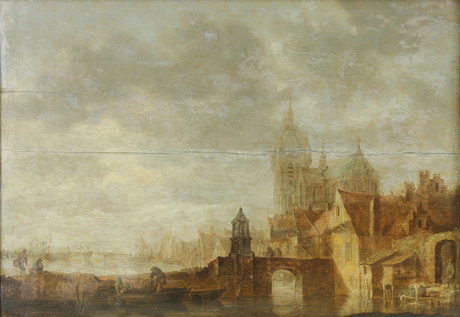
J. van Goyen, Dordrecht

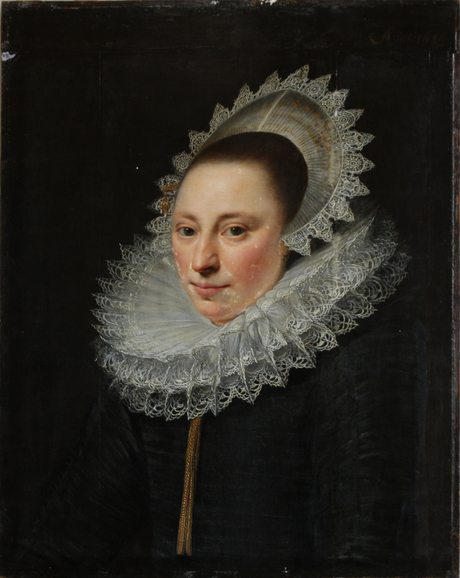
Autore ignoto, Ritratto di donna
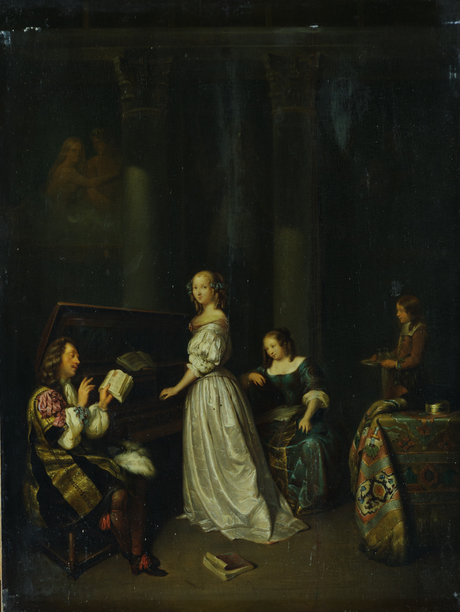
C. Netscher, Lezione di canto
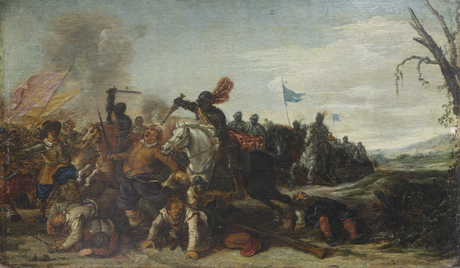
E. van de Velde, Battaglia
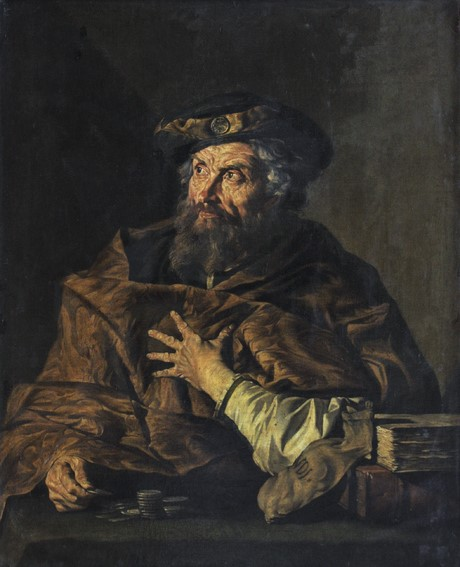
M. Stom, Il cambiavalute
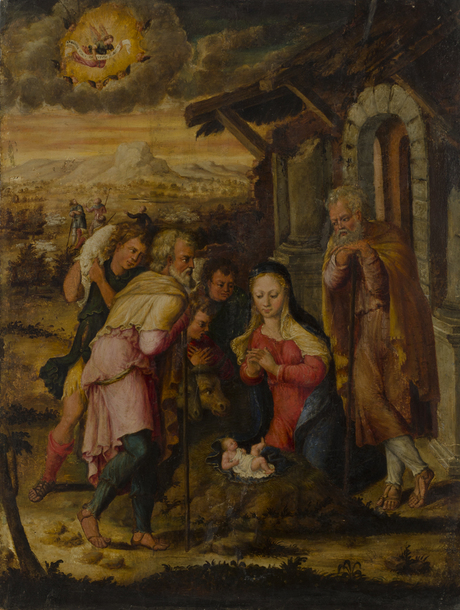
J. van Cleve, La nascita di Cristo

#### Arte francese
Tra le diverse collezioni di arte occidentale presenti alla Galleria Nazionale d'Armenia, quella francese è quella che vanta il maggior numero di pezzi. La sezione inizia con opere di artisti famosi quali "Rinaldo e Armida" di Jean-Honoré Fragonard, "Testa di Giovane Donna" di Jean-Baptiste Greuze e lavori di Jean-Marc Nattier, Nicolas de Largillière, François-Hubert Drouais, Charles-André van Loo, Jacques Courtois e altri. Particolarmente rappresentato è lo stile rococò con opere come "Giovane donna con un fiore", di François Boucher, "Gli attori italiani" di Nicolas Lancret e "Bambino che dorme con gli angeli" di François Lemoyne, mentre il sentimentalismo e il classicismo sono qui rappresentati dai ritratti di Élisabeth Louise Vigée Le Brun. 
L'evolversi del genere paesaggistico nella pittura francese può essere ammirato a partire dal XVII secolo, con un'opera di Gaspard Dughet, fino al XVIII secolo, con tre opere di Hubert Robert ed altre tre di Claude-Joseph Vernet. 
La galleria ospita anche opere di artisti appartenenti alla scuola di Barbizon, un movimento artistico che influenzò pesantemente le tradizioni realistiche dell'arte francese del XIX secolo. Tra queste opere si possono citare "Crepuscolo in una foresta", di Narcisse Virgilio Díaz e un paesaggio marino di Félix Ziem. È inoltre qui conservata l'opera "Ritratto di fanciulla" di Gustave Courbet, leader del movimento del realismo francese nel XIX secolo. Dello stesso periodo, la collezione francese conta opere di Horace Vernet, Alexandre-Gabriel Decamps, Théodore Gudin e altri.
Opere di Eugène Boudin, Louis Anquetin, Bernard Buffet e Adolphe Monticelli offrono poi una breve panoramica degli ultimi sviluppi dell'arte francese.
Infine, la collezione include anche disegni di Jean-Antoine Watteau, Jean-Baptiste Greuze, Jacques Bellange, Jules Pascin, Auguste Rodin ed altri, nonché sculture di Étienne Maurice Falconet.

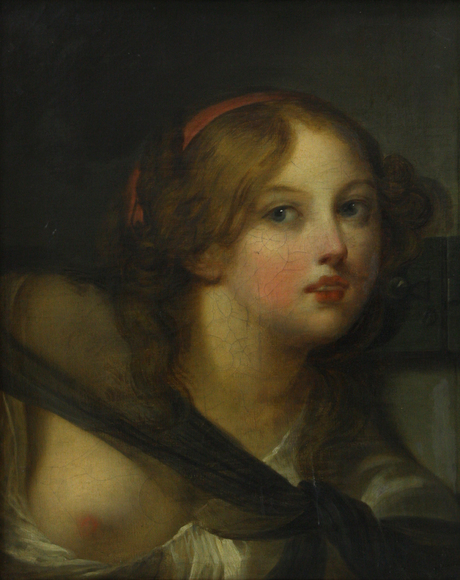
J-B. Greuze, Ritratto di una fanciulla
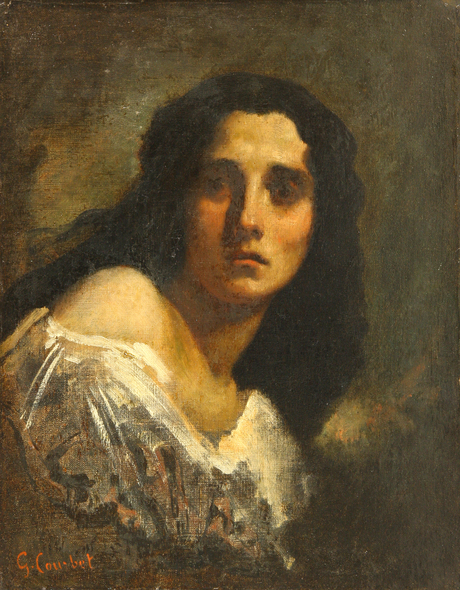
G. Courbet,  Ritratto di una fanciulla
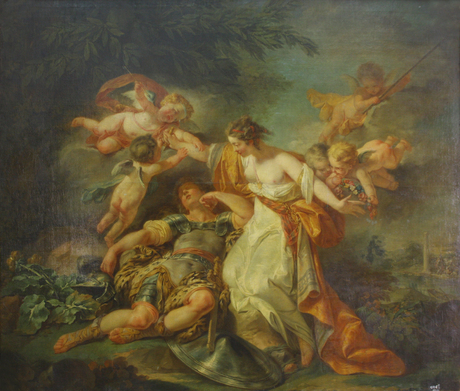
J-H. Fragonard, Rinaldo e Armida
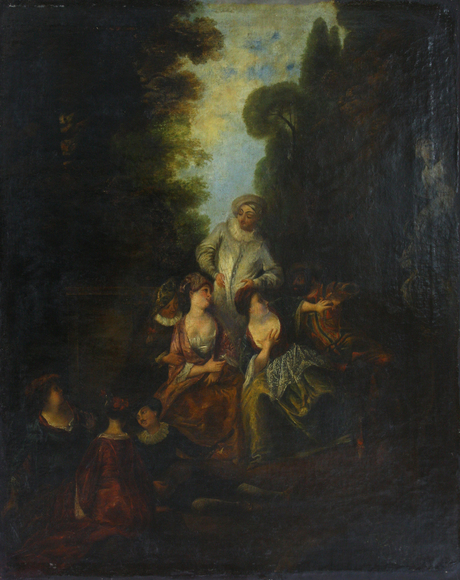
N. Lancret, Gli attori italiani
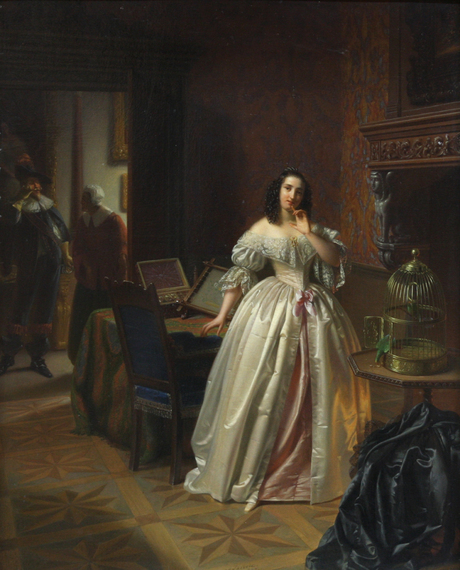
E. Delacroix, L'ospite

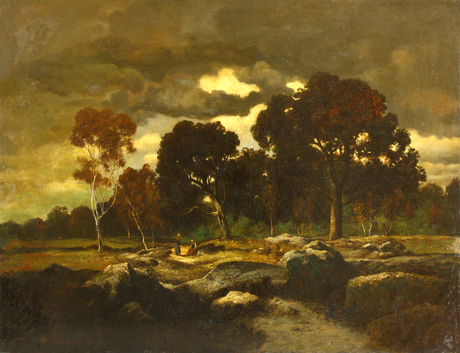
T. Rousseau, Crepuscolo in una foresta
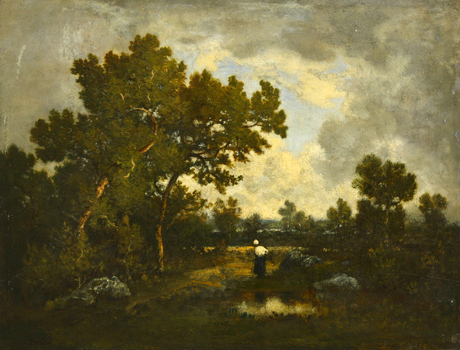
N. V. Díaz, Paesaggio
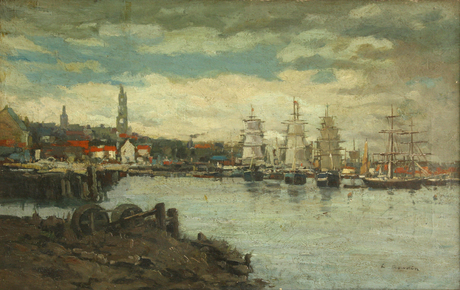
E. Boudin,  Porto di mare
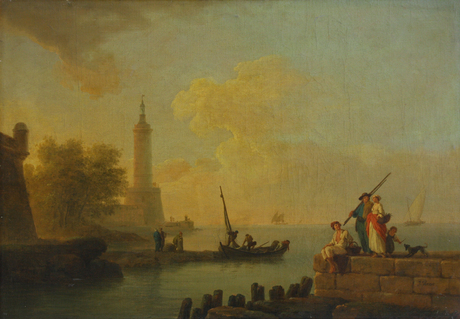
J. Vernet, Veduta marina
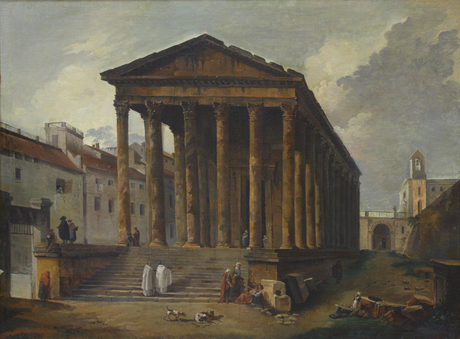
H. Robert, Antico tempio

#### Arte spagnola, tedesca e di altra provenienza
All'interno della Galleria Nazionale d'Armenia, la scuola d'arte spagnola è rappresentata da diversi pezzi, uno dei quali è "La deposizione dalla Croce", prominente opera del manierismo spagnolo di cui è autore Luis de Morales. La collezione include poi "Tori" del maestro del periodo romantico Francisco Goya, "Il momento della lettura", di Marià Fortuny, uno dei maggiori esponenti dell'orientalismo romantico, e ben quattro disegni di Salvador Dalí.
L'arte tedesca è invece rappresentata da pittori paesaggisti quali Jacob Philipp Hackert, Johann Heinrich Roos ed altri. La collezione della galleria include anche diversi disegni, tra cui ben nove di Albrecht Dürer.
Oltre alle opere di artisti spagnoli e tedeschi, la Galleria Nazionale d'Armenia ospita anche opere di artisti svizzeri come Alexandre Calame, Louis Léopold Robert e di altre nazionalità, come il polacco Daniel Chodowiecki, il rumeno Ion Andreescu e altri.

## Altre collezioni
Le collezioni antiche di manufatti non armeni includono esempi di arte egizia (sia del Nuovo Regno, che della fase greco-romana, che della fase copta), greca (in particolare opere provenienti da Corinto e dall'Attica), romana e iraniana. La sezione di arti decorative possiede invece collezioni di ceramiche e porcellane cinesi, iraniane, italiane, giapponesi, tedesche, austriache, danesi, nonché un gran numero di pezzi provenienti dalla fabbrica di porcellana zarista, in Russia, e risalenti al XVIII e al XIX secolo. È poi presente anche una piccola collezione di oggetti in bronzo risalenti alla dinastia Qing, ossia al XVIII secolo, e di mobili in legno provenienti dall'Europa occidentale e risalenti al XVI e al XVII secolo. 

## Direttori
Di seguito l'elenco dei direttori che si sono succeduti alla guida della Galleria Nazionale d'Armenia, attualmente diretta da Arman Tsaturyan:
- Arman Tsaturyan (2015- )
- Pharaon Mirzoyan (2002-2015)
- Shahen Khachatryan (1991-2002)
- Alexandr Ter-Gabrielyan (1987-1990)
- Eduard Isabekyan (1967-1987)
- Armen Chilingaryan (1962-1967)
- Ruben Parsamyan (1952-1962)
- Ruben Drampyan (1925-1951)